# Victor Barbeaux
Victor Barbeaux (Seilles, 23 juli 1913 - Koksijde, 6 februari 1978) was een Belgisch politicus en Waals militant.

## Levensloop
Barbeaux was de zoon van een koelovenarbeider die in 1934 werd ontslagen omdat hij weigerde toe te treden tot de socialistische vakbond. Na zijn lagere school volgde Barbeaux drie jaar middelbaar onderwijs, waarna hij in 1932 het diploma van technisch en mechanisch tekenaar behaalde bij de Aalmoezeniers van de Arbeid in Seraing. In 1935 behaalde hij bovendien het diploma van maatschappelijk assistent aan de Centrale Hogeschool voor Christelijke Arbeiders in Heverlee.
Hij was militant van de JOC, de jongerenafdeling van de christelijke arbeidersbeweging LNTC (de voorloper van het MOC), en werd in 1930 voorzitter van de JOC-afdeling van het arrondissement Hoei. Na afloop van zijn studies werd Barbeaux in 1936 secretaris van de LNTC-afdeling van het arrondissement Dinant en een jaar later werd hij binnen de LNTC tevens verantwoordelijke van het secretariaat voor vakopleidingen in het kanton Ciney, een functie die hij behield tot in 1947. Van 1939 tot 1946 was hij daarnaast docent aan de industriële school van Ciney, die onderwijs voor sociale promotie aanbood. In 1946 werd hij secretaris van de MOC-afdeling van het arrondissement Dinant, hetgeen hij bleef tot in 1958.
Na de Tweede Wereldoorlog was Barbeaux een van de grondleggers van de pluralistische arbeidersbeweging Mouvement Populaire des Familles (MPF), die zich vooral richtte op familiale thema's. Hij werkte mee aan het magazine van die beweging, La Vie populaire. Op het congres van de MPF rapporteerde hij over economische en sociale onderwerpen, vooral met betrekking tot huisvesting en pensioenen. Barbeaux raakte in die periode eveneens aangetrokken tot de kortstondige travaillistische partij UDB, maar werd uiteindelijk geen lid van de partij en engageerde zich binnen de Franstalige christendemocratische partij PSC.
Bij de verkiezingen van 1954 stond Barbeaux op de vijfde plaats van de PSC-Senaatslijst voor het arrondissement Namen-Dinant-Philippeville, maar raakte hij niet verkozen. Vier jaar later, in juni 1958, werd hij voor het arrondissement Dinant-Philippeville verkozen in de Kamer van volksvertegenwoordigers. In 1961 werd hij niet herkozen, waarna hij van 1961 tot 1965 als attaché aan de slag ging op het kabinet van Léon Servais, minister van Arbeid in de regering-Lefèvre. Van 1965 tot 1971 was Barbeaux provinciaal senator voor de provincie Namen en van 1971 tot aan zijn overlijden begin 1978 zetelde hij opnieuw in de Kamer. Door het toen bestaande dubbelmandaat zetelde hij van 1971 tot 1978 eveneens in de Cultuurraad voor de Franse Cultuurgemeenschap, waar hij vanaf 1974 secretaris was.
Als parlementslid was Barbeaux lid van de commissies Openbare Werken, Economische Zaken, Binnenlandse Zaken, Openbaar Ambt, Landbouw en Financiën. Zijn tussenkomsten hadden betrekking op verschillende onderwerpen, zoals de bescherming van huurders in bescheiden woningen, problemen met Waalse waterlopen, de strijd tegen sloppenwijken en de bouw van sociale woningen en voorzieningen in steden. 
Hij was tevens vertegenwoordiger van Rénovation wallonne, een Waalsgezinde en christendemocratische arbeidersbeweging. Als verbindingspersoon van deze beweging, stelde hij voor om het verval van een wetsvoorstel van Jean Duvieusart uit de vorige legislatuur op te heffen. Daarin werd de oprichting voorgesteld van een interprovinciale waaraan de Waals provincies bevoegdheden zouden kunnen overdragen. Barbeaux voegde aan het wetsvoorstel wel een bepaling toe waarbij de raad van deze interprovinciale zou verkozen worden bij algemeen stemrecht. Hij was ontevreden over het lot van Wallonië en weigerde samen met Alfred Califice en André Magnée zijn vertrouwen te geven aan de Regering-G. Eyskens IV-Merlot van 1968. Hij deed tegen de lijn van zijn partijinstanties in.
Barbeaux werd in 1958 eveneens verkozen tot gemeenteraadslid van Ciney. Van 1959 tot 1967 was hij schepen van de stad en was vervolgens van 1967 tot 1976 burgemeester. Barbeaux was voorts administratief beheerder van de coöperatieve maatschappij La Petite Propriété terrienne, die in de streek Dinant-Ciney-Rochefort een reeks nieuwe wijken ontwikkelde en infrastructuurwerken uitvoerde, en zette zich in voor de economische ontwikkeling van zijn regio. Ook was hij voorzitter van de administratieve raad van een pedagogisch instituut voor gehandicapte kinderen. 
Er is een Rue Victor Barbeaux in Ciney.